# Ariake-kai
Ariake-kai (jap. 有明海 Ariake-kai) – zatoka Morza Wschodniochińskiego, u zachodnich wybrzeży wyspy Kiusiu (prefektury Fukuoka, Saga, Nagasaki i Kumamoto). Ma wymiary 90×17 km i zajmuje powierzchnię 1700 km². Największa głębokość wynosi ok. 50 metrów. Od Ariake-kai rozgałęzia się zatoka Isahaya. Na południe od zatoki Ariake leżą wyspy Amakusa, które oddzielają ją od Yatsushiro-kai.

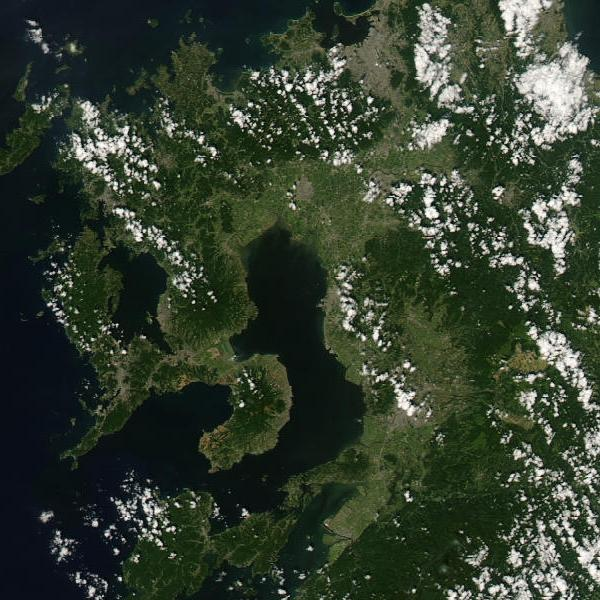
Zdjęcie satelitarne Ariake-kai wykonane w 2007 r.

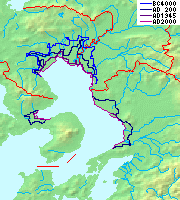
Zmiana linii brzegowej w latach ok. 4000 p.n.e. – 2000 n.e.

Stanowi obszar akwakultury – w wodach zatoki uprawiane są m.in. różne gatunki nori. Żyje tam także wiele gatunków zwierząt, m.in. poskoczki, przyszynki z rodziny Pinnidae oraz uce. W ciągu ostatnich lat wzrósł poziom zanieczyszczenia wód, co objawia się zakwitami.
Wzdłuż wybrzeży Ariake-kai znajduje się wiele portów, m.in. Misumi (w mieście Uki), Shimabara (Shimabara), Taira (Unzen), Nagasu (Nagasu), Kumamoto (Kumamoto), Miike (Ōmuta), Kuchinotsu (Minami-Shimabara) i Oniike (Amakusa).
Przez Ariake-kai przebiega pięć linii promowych.